# Serrat dels Comunals
El Serrat dels Comunals és una serra situada al municipi del Pont de Suert a la comarca de l'Alta Ribagorça, amb una elevació màxima de 1.399 metres.